# Stéphanie Cohenová-Alorová
Stéphanie Cohenová-Alorová (* 18. března 1983 v Paříži, Francie) je současná francouzská profesionální tenistka. Ve své dosavadní kariéře zatím nevyhrála žádný turnaj WTA.

## Finálové účasti na turnajích WTA (1)

### Čtyřhra – prohry (1)
| Legenda                     |
| Kategorie Tier II (1)       |
| Kategorie Premier (0)       |
| Kategorie International (0) |

| Č. | Datum        | Turnaj         | Povrch  | Partnerka         | Vítězky                             | Výsledek       |
| 1. | 9. únor 2003 | Paříž, Francie | koberec | Marion Bartoliová | Patty Schnyderová Barbara Schettová | 2-6, 6-2, 7-65 |

## Fed Cup
Stéphanie Cohenová-Alorová se zúčastnila 3 zápasů ve Fed Cupu za tým Francie s bilancí 1-0 ve dvouhře a 0-2 ve čtyřhře.

## Postavení na žebříčku WTA na konci sezóny

### Dvouhra
| Rok    | 2000 | 2001   | 2002   | 2003  | 2004   | 2005   | 2006   | 2007   | 2008   | 2009   |
| Pořadí | 588. | ▲ 282. | ▲ 170. | ▲ 65. | ▼ 112. | ▲ 105. | ▼ 148. | ▲ 117. | ▲ 101. | ▼ 126. |

### Čtyřhra
| Rok    | 2001 | 2002   | 2003  | 2004  | 2005  | 2006  | 2007   | 2008   | 2009   |
| Pořadí | 464. | ▲ 218. | ▲ 80. | ▼ 84. | ▲ 68. | ▼ 86. | ▼ 187. | ▼ 269. | ▲ 230. |